# Isabelle Kabatu
Isabelle Kabatu est une chanteuse d'opéra (soprano) belge d'origine africaine, née à Montignies-sur-Sambre.

## Biographie
Isabelle Kabatu étudie le chant et la musique aux conservatoires royaux de Belgique à Mons, Bruxelles et Gand puis se perfectionne auprès de Jessye Norman,,. 
Elle est lauréate du Concours Reine Élisabeth en mai 1992, la soprano est classée 12e sur 12 finalistes et deux ans plus tard, en 1994, elle remporte le premier prix du Concours international Viotti, un important concours de chant international qui se déroule à Varollo en Italie. Elle débute la même année dans le rôle-titre de La Traviata, Violetta à Lisbonne. 
Isabelle Kabatu se perfectionne au conservatoire de Nice auprès de Jean-Pierre Blivet en 1995 et en 1996, dans une production du Houston Grand Opera, elle interprète Bess dans une tournée mondiale de Porgy and Bess, à la Scala de Milan, à l'Opéra Bastille à Paris, au Bunkamura Theatre de Tokyo.
Au festival de Glimmerglass, en 1997 à New York, elle remporte un grand succès dans Madame Butterfly, elle enchaine alors les interprétations, Aïda, Madame Butterfly, Tosca, Un Ballo in Maschera, Manon Lescaut, La Forza del Destino, La Fanciulla del West, Sly... et les grandes scènes d'opéra, La Scala de Milan, le Staatsoper de Vienne, le Liceu de Barcelone, Semper Oper de Dresde, l'Houston de San Francisco, l'Arena de Vérone...
Elle épouse en 1999 à Ixelles le metteur en scène et artiste peintre Stefano Giuliani et fonde avec lui, en 2000, un atelier lyrique, Da Tempesta Company, afin d'aider les jeunes artistes musiciens, chanteurs, scénographes, décorateurs et plasticiens. Depuis sa création cet atelier a produit une dizaine d'opéras, le plus souvent avec orchestre Monteverdi, Mozart, Rossini, Bizet, Offenbach ... Cet atelier participe au Festival de Wallonie.
Isabelle Kabatu gagne le prix des arts de la scène du Hainaut en 2003. Elle chante Aïda à Rome en 2005 et y fait la rencontre du ténor Placido Domingo avec lequel elle va souvent collaborer.
En 2008 elle chante Chimène dans la nouvelle production du Cid de Massenet à l'Opéra de Zurich aux côtés de José Cura, encadrée par Michel Plasson et Nicolas Joel et en 2009 elle interprète Madame Lidoine dans les Dialogues des Carmélites, de Francis Poulenc au Théâtre du Capitole de Toulouse,. En septembre 2012 elle joue le rôle de Leonor dans la création mondiale de Stradella de César Franck à l'Opéra royal de Wallonie à Liège.
Également sensible à la valorisation des jeunes artistes issus du continent africain, dont elle est originaire par son père, elle travaille à la fondation d'un Conservatoire de Musique classique dont le siège se trouvera en Afrique noire.

## Enregistrements
- Dolly dans Sly ovvero La leggenda del dormiente risvegliato (Sly ou la Légende du dormeur réveillé), Ermanno Wolf-Ferrari, Munich, Koch International, 2001 (2 CD, enregistré en 2000), aux côtés de José Carreras[13],[14].
- Aïda, direction Fabio Mastrangel
- Stradella, de César Franck, direction Paolo Arrivabeni, mise en scène Jaco Van Dormael, DVD label : Dynamic
- Carmen, Festival d'Avenche
- Maria Stuarda de Gaetano Donizetti, Nightingale, 2004 (2 CD),
- Vénus dans Tannhäuser de Wagner dirigé par Franz Welser-Möst, Zurich, 2004 (2 DVD EMI, 180 minutes)[15]
- Bess dans Porgy and Bess de George Gershwin, Munich, Sony Music Entertainment, 2009 (3 CD et une brochure, enregistré à Graz, Helmut-List-Halle, Autriche), dirigé par Nikolaus Harnoncourt[13],[16]